# 南岭街道
南岭街道，是中华人民共和国吉林省长春市南关区下辖的一个乡镇级行政单位。

## 行政区划
南岭街道下辖以下地区：
华阳社区、恒安社区和百屹社区。